# Dysstroma
Dysstroma là một chi bướm đêm thuộc họ Geometridae.

## Các loài
- Dysstroma brunneata (Packard, 1867)
- Dysstroma brunneoviridatum (Heydemann, 1938)
- Dysstroma cinereatum (Moore, 1867)
- Dysstroma citrata – Dark Marbled Carpet (Linnaeus, 1761)
- Dysstroma colvillei Blackmore, 1926
- Dysstroma concinnata (Stephens, 1831)
- Dysstroma corussaria (Oberthür, 1880)
- Dysstroma formosa (Hulst, 1896)
- Dysstroma hersiliata (Guenée, 1857)
- Dysstroma hewlettaria W.S. Wright, 1927
- Dysstroma infuscata (Tengström, 1869)
- Dysstroma korbi Heydemann, 1929
- Dysstroma latefasciata (Staudinger, 1889)
- Dysstroma mancipata (Guenée, 1857)
- Dysstroma ochrofuscaria Swett, 1917
- Dysstroma pseudimmanata (Heydemann, 1929)
- Dysstroma rectiflavata McDunnough, 1941
- Dysstroma rutlandia McDunnough, 1943
- Dysstroma sobria Swett, 1917
- Dysstroma subapicarium (Moore, 1868)
- Dysstroma suspectana (Möschler, 1874)
- Dysstroma truncata – Common Marbled Carpet (Hufnagel, 1767)
- Dysstroma walkerata (Pearsall, 1909)